# 雅科夫利夫卡 (克拉斯諾赫拉德區)
49°17′3″N 36°3′48″E / 49.28417°N 36.06333°E
雅科夫利夫卡（烏克蘭語：Яковлівка），是烏克蘭東部的村莊，隸屬哈爾科夫州的別列斯京區。該村始建於1873年，面積0.34平方公里，海拔高度111米，2001年人口93，人口密度每平方公里273.5人。